# Diego Vergara
Diego Vergara (Cali, Valle del Cauca, Colombia; 4 de mayo de 1992) es un futbolista colombiano. Juega de mediocampista por izquierda o enganche. Ha sido llamado a micro ciclos de la selección sub 20, y considerado como uno de las grandes apariciones de las divisiones menores de América de Cali en los últimos años.

## Clubes
| Club               | País      | Año         |
| ------------------ | --------- | ----------- |
| América de Cali    | Colombia  | 2011 - 2016 |
| Orsomarso S. C.    | Colombia  | 2016        |
| Altos Hornos Zapla | Argentina | 2018        |